# Apaixonados: O Filme
Apaixonados - O Filme é um longa-metragem de romance e comédia dirigido por Paulo Fontenelle. Na história, três jovens casais se conhecem durante o período de folia no Rio de Janeiro e, entre encontros e desencontros, buscam ficar juntos. Tendo o Carnaval como pano de fundo que une as histórias, a trama teve locações como a quadra da Grande Rio, a Marquês de Sapucaí e a Cidade do Samba.

## Sinopse
Finalmente chega o dia do desfile das escolas de samba do grupo especial. Nesse dia tão importante, muitas histórias vão se cruzar. Cássia (Nanda Costa) está dividida entre sua responsabilidade perante a escola e a preocupação com seu pai (Roberto Bomfim), que está internado; Leonardo (Raphael Viana) sofre uma grande decepção; Hugo (João Baldasserini) conhece Soraia (Roberta Rodrigues) no carnaval na rua, uma cabeleireira sem papas na língua; Uítinei (Evelyn Castro) uma divertida vendedora de cerveja, que se apaixona por Scott (Danilo de Moura) que tenta ir embora do Rio, mas tudo dá errado para ele; Sabine (Paloma Bernardi) é uma rainha de bateria que só quer aparecer para as câmeras e Charles (Saulo Rodrigues), o carnavalesco da escola, precisa lidar com o peso de suas decisões.

## Elenco
- Paloma Bernardi como Sabine
- Nanda Costa como Cássia
- Raphael Viana como Léo
- Roberta Rodrigues como Soraia
- João Baldasserini como Hugo
- Evelyn Castro como Uítinei
- Danilo de Moura como Scott
- Saulo Rodrigues como Charles
- Lidi Lisboa como Riuston
- Roberto Bonfim como Marcelino
- Nando Cunha como Nico
- Dhu Moraes como Regina
- Zezeh Barbosa como Dalva
- Renato Góes como Francisco
- Luiz Guilherme como Manoel
- Simone Gutierrez como Guida

## Produção

### Desenvolvimento
Thiaguinho gravou uma nova versão da música 'Eu Preciso de Você', de Marcio Greyck e Cobel, para a trilha sonora do filme 'Apaixonados'.
Daniela Mercury gravou a canção inédita “Quando uma paixão desperta”  composta por André Moraes e Dudu Falcão para abertura do filme.